# Evkriptit
Evkriptit je mineral aluminijum silikata sa formulom LiAlSiO4 sa litijumskim sadržajem. On se kristalizuje u trigonalnom – romboedarskom kristalnom sistemu. Obično se javlja od granularnog do masivnog oblika i može pseudomorfno da zameni spodumen. On ima lomljiv do konhoidalnog preloma i nejasan rascep. Providan je do prozračnog i varira od bezbojnog preko belog do smeđeg. Ima Mosovu tvrdoću od 6,5 i specifičnu težinu od 2,67. Optički je jednoosno pozitivan sa vrednostima indeksa prelamanja od nω = 1,570 – 1,573 i nε = 1,583 – 1,587.
Njegova tipična pojava je u pegmatitima bogatim litijumom u kombinaciji sa albitom, spodumenom, petalitom, ambligonitom, lepidolitom i kvarcom.
Javlja se kao sekundarni alteracioni produkt spodumena. Prvi put je opisan 1880. godine za pojavu na svom tipskom lokalitetu, Brančvil, Konektikat. Njegovo ime je bilo od grčkog za dobro skriveno, zbog njegove tipične pojave u obliku ugrađenom u albit.